# Thiois
Historiquement, le terme « thiois » était utilisé par les populations septentrionales de langue d'oïl (c'est-à-dire les Français du domaine royal, les Picards, les Wallons, etc.) pour désigner les différents parlers germaniques des populations voisines. « Thiois » s'opposait donc à « roman » ou « wallon » (langue d'oïl) et qualifiait des parlers germaniques aujourd'hui classés comme bas-franciques (limbourgeois, flamand, etc.) et moyen-franciques (luxembourgeois, francique lorrain, etc.). Pour abréger, on peut dire que le terme « thiois » était, et est encore, utilisé par les populations de langue romane des anciens grands Pays Bas pour qualifier les parlers et les populations germaniques de cette région historique, puisqu'elle était — et est toujours — multilingue. 
Aujourd'hui le terme « thiois » est encore utilisé dans la langue courante pour désigner le dialecte moyen-francique appelé francique lorrain (en francique lorrain : Ditsch, Dèitsch, Plattditsch, Plattdèitsch ou simplement Platt), ainsi que les populations parlant ce dialecte : les Thiois. Les locuteurs l'appellent ainsi pour le différencier de l'allemand standard (Hochdeutsch), qu'il ne faut pas le confondre avec le Plattdeutsch, ou Plattdüütsch, qui désigne les dialectes bas-allemands dans leur ensemble. En Belgique, on s'en sert pour désigner le francique rhéno-mosan (néerl. Platdiets, limbourg. Platduutsj).
Deux classements linguistiques sont alors en concurrence en Belgique. Le premier considère que le francique rhéno-mosan est une variété limbourgeoise, nommée alors « limbourgeois du sud-ouest » ou « limbourgeois des trois frontières » (en référence à son étendue géographique). Le second soutient qu'il s'agit d'une langue au sens propre, entre le ripuaire et le limbourgeois (et donc indépendant de ce dernier). Un argument plaidant en faveur de la deuxième hypothèse est la construction des phrases, qui est typiquement romane. Le débat à ce sujet n'est pas exempt de causes politiques, vu la situation délicate des Fourons (où il est notamment parlé) en tant que commune à facilités du Limbourg belge.

## Origine et sens du mot
Le mot Thiois, ou plutôt anciennement Tiois, est issu du bas latin theodisca, basé sur les racines germaniques theud, peuple, et le suffixe germanique -isk qui sert à former des adjectifs et qui a donné le masculin -ois (féminin -esche en ancien français). C'est l'équivalent du mot deutsch (sens d'origine) ; le mot « tudesque » a la même racine. Le terme est archaïque et s'est réduit à un usage régional.
La plus ancienne attestation est celle de la Chanson de Roland, texte rédigé dans une scripta normande, on y trouve au vers 3795 : « Baivier e Saisne sunt alet à cunseill, e Peitevin e Norman e Franceis; asez i as Alemans e Tiedeis. » (Bavarois et Saxons sont entrés en conseil, avec les Poitevins, les Normands et les Français. Les Allemands et les Thiois sont en nombre). Le /d/ intervocalique de Tiedeis ne s'est pas encore amuï. Que signifie exactement Tiedeis ici ? Francs de langue germanique ? Flamands ? Lorrains de langue germanique ? Alemans doit plutôt être traduit par Alémaniques. De même, une version wallonne du Roland, La Chanson de Roncevaux : Fragments d'anciennes rédactions tioises, on trouve le vers suivant : « Toringe estait adonc nommée la terre qui or est nommée Tiesche Terre » (qu'on peut traduire par « On nommait Thiogne la terre qui est autrement nommée Tiesche Terre »). La forme tiesche représente l'ancien féminin des adjectifs en -ois ; exemples : danois / danesche, anglois / englesche, etc.
Historiquement, les Wallons et les Picards considéraient comme T(h)iois les Flamands, tandis que pour les autres locuteurs de langue d'oïl, ce terme désignait les germanophones des zones de contact (notamment ceux présents dans l'actuel Nord mosellan, voire les Alsaciens.
Dans un esprit similaire, le thiois pouvait être, pour certains francophones, du bromesch (le brabançon) dans son dialecte bruxellois. Ce dialecte du néerlandais devait rester dominant dans les milieux populaires de la capitale belge jusqu'au début du XXe siècle. 
La Lorraine thioise est une expression générique désignant l'aire mosellane de tradition linguistique francique et alémanique. De même, on parlait aussi de Flandre thioise de langue flamande (synonyme de Flandre maritime ou Flandre flamingante), par opposition à la Flandre wallonne (synonyme de Flandre romane) de langue romane (picard et français).

## Géographie
La province de Liège parle quatre langues. Deux d'entre elles sont officielles : le français et l'allemand (à l'est, dans les 9 communes germanophones) et deux autres sont régionales : le wallon et le francique rhéno-mosan (ou plat, parlé au nord et à l'est, dans la région des Trois Frontières (des Fourons à Eupen, en passant par Plombières)).
Historiquement, cette aire linguistique s'étendait de Tongres à Cologne. Depuis, face à l'allemand, au français et au néerlandais, l'usage du plat est en régression constante. En Belgique, ce recul est également dû à sa ressemblance avec l'allemand (la langue de l'ennemi lors des deux guerres mondiales) et à sa proximité avec le néerlandais (voir à ce sujet les problèmes communautaires en Belgique).

## Toponymie
Le mot thiois se retrouve plus ou moins déformé dans le nom d'un des villages de chacune des paires suivantes, dont les membres sont chaque fois situés de part et d'autre d'une frontière linguistique romane-germanique présente ou passée : du nord au sud :
- Heur-le-Tiexhe (Limbourg belge) et Heure-le-Romain (province de Liège) ;
- Meix-le-Tige (anciennement en Pays d'Arlon) et Meix-devant-Virton[6] (en Gaume) ;
- Audun-le-Tiche (Moselle) et Audun-le-Roman (Meurthe-et-Moselle).